# SN 2011bn
SN 2011bn – supernowa typu II odkryta 8 marca 2011 roku w galaktyce UGC 10306. W momencie odkrycia miała maksymalną jasność 18,90m.